# Saint-Étienne-Vallée-Française
Saint-Étienne-Vallée-Française is een gemeente in het Franse departement Lozère (regio Occitanie) en telt 515 inwoners (2005). De plaats maakt deel uit van het arrondissement Florac.

## Geografie
De oppervlakte van Saint-Étienne-Vallée-Française bedraagt 50,7 km², de bevolkingsdichtheid is 10,2 inwoners per km².
De onderstaande kaart toont de ligging van Saint-Étienne-Vallée-Française met de belangrijkste infrastructuur en aangrenzende gemeenten.

## Demografie
Onderstaande figuur toont het verloop van het inwonertal (bron: INSEE-tellingen).

1. ↑  Populations de référence 2022.